# Нимезулид
Нимезулид е лекарствен продукт с аналгетичен, антипиретичен и противовъзпалителен ефект, принадлежащ към групата на нестероидните противовъзпалителни средства. Той е произведен за пръв път от фирмата Helsinn Healthcare. Инхибира освобождаването на tumour necrosis factor alpha, действа като конкурентен инхибитор на освобождаването на хистамин и намалява образуването на супероксидни аниони, които стоят в основата на възпалителните процеси. В отделните страни е известен под различни наименования – Aulin, Ainex, Mesulid, Nisulid, Novolid, Scaflam и други. Прилага се при остра силна болка, както и за лечение на екстраартикуларно ревматично заболяване, остеоартрит и първична дисменорея при момичета над 12 години.

## Продукти
В България, Италия и др. се разпространява под марката Аулин, Нимезил.

## Противопоказания
Нимезулид не трябва да се използва при пациенти с известна свръхчувствителност към лекарството или реакции на свръхчувствителност /напр. бронхоспазъм, ринит, уртикария/ към салицилати или други нестероидни противовъзпалителни средства; пациенти с вътречерепен кръвоизлив, пациенти с активна пептична язва, анамнестични данни за рецидивираща язва или стомашно-чревни кръвоизливи, пациенти с възпалително заболяване на червата, пациенти с тежки смущения на кръвосъсирването, пациенти с тежка бъбречна недостатъчност, пациенти с нарушена чернодробна фукция. Аулин не трябва да се приема и от бременни жени след 6 месец на бремеността, както и от деца под 12 години.